# 卡爾·貝克
卡爾·貝克（英語：Carl Baker；1982年12月26日—）是一位英格蘭足球運動員。在場上的位置是邊鋒或攻擊型中場。他現在效力於英格蘭足球乙級聯賽球隊高雲地利城足球會。他出生在默西賽德。

## 外部連結
- 足球数据库：卡爾·貝克的球员统计数据